# Somebody Someone
Somebody Someone — пісня ню-метал-групи Korn і третій сингл з їхнього альбому Issues.
Сингл став найменш успішним, навіть не зумівши потрапити в Top20 чарту Billboard Mainstream Rock і Modern Rock, хоча і показувався в шоу MTV Total Request Live. Відеокліп на пісню був знятий Мартіном Вейца з обширним використанням CGI-ефектів і був схожий на свого попередника, «Make Me Bad» (також знятого Мартіном Вейца). Пісня стала дуже відомою по живих виступів, і є елементом обов'язкової програми на концертах Korn.